# Nemertoderma
Nemertoderma är ett släkte av plattmaskar som beskrevs av Steinböck 1930. Nemertoderma ingår i familjen Nemertodermatidae.
Kladogram enligt Catalogue of Life och Dyntaxa:
| Nemertoderma | \| \| Nemertoderma bathycola \| \| \| \| \| \| Nemertoderma westbladi \| \| \| \| |
|              | \| \| Nemertoderma bathycola \| \| \| \| \| \| Nemertoderma westbladi \| \| \| \| |
|              | Meara                                                                             |
|              |                                                                                   |
|              | Nemertinoides                                                                     |
|              |                                                                                   |
|              | Sterreria                                                                         |
|              |                                                                                   |
|              | Nemertoderma bathycola                                                            |
|              |                                                                                   |
|              | Nemertoderma westbladi                                                            |
|              |                                                                                   |

|  | Nemertoderma bathycola |
|  |                        |
|  | Nemertoderma westbladi |
|  |                        |